# Автошлях Т 1415
Автошлях Т 1415 — автомобільний шлях територіального значення у Львівській області. Проходить територією Яворівського, Самбірського та Дрогобицького районів через Мостиська — Самбір — Борислав. Загальна довжина — 67,2 км.

## Маршрут
Автошлях проходить через такі населені пункти:
| Автошлях Т 1415    |           |
| Львівська область  |           |
| Яворівський район  |           |
| Мостиська          | М11       |
| Крисовичі          |           |
| Нагірне            |           |
| Буховичі           |           |
| Пнікут             |           |
| Крукеничі          |           |
| Воля-Садківська    |           |
| Самбірський район  |           |
| Садковичі          |           |
| Воля-Баранецька    |           |
| Копань             |           |
| Викоти             |           |
| Бісковичі          |           |
| Рудня              |           |
| Самбір             | Н13Т 1418 |
| Нагірне            |           |
| Вільшаник          |           |
| Черхава            |           |
| Лукавиця           |           |
| Дрогобицький район |           |
| Уріж               |           |
| Нагуєвичі          |           |
| Ясениця-Сільна     |           |
| Попелі             |           |
| Борислав           | Т 1402    |